# 青春月譚
《青春月譚》（：／），為韓國tvN於2023年2月6日起播出的月火連續劇，「월담」在劇中意為「越牆」，該劇原本改編自中國網路作家側側輕寒的古裝小説《簪中錄》，但由於中韓民間關係緊張等問題，最終決定放棄改編轉採用原創的方式製作。由《精神病患者日記》、《百日的郎君》的李忠載導演執導，《五個孩子》、《羅曼史是別冊附錄》的鄭賢貞編劇執筆。劇情講述被神秘詛咒的王世子和一夜之間被指控為滅門案件犯人的少女，正面命運尋找被隱藏的真相的故事。
台灣由中華電信MOD與Hami Video獨家跟播，2月7日起每週二、三更新。香港、新加坡、菲律賓、印度尼西亞、泰國、越南、馬來西亞通過Prime Video公開。

## 演員陣容

### 主要人物
| 演員   | 角色   | 介紹 |
| 朴炯植 | 李煥   | 王世子⇨廢世子⇨王世子⇨國王 帶著神秘詛咒的孤獨王世子，於上任為世子後就收到「鬼神之書」的詛咒，背負毒害長兄義玄世子之罵名上位，實與長兄感情極佳，並視為最尊敬的兄長。後與閔才怡互助一同破解各個奇案，喜歡閔才怡。       |
| 全少妮 | 閔才怡 | 背負殺害家人嫌疑的天才推理少女，以化名「高內官」方式於東宮殿與李煥互助。堅信所有看似鬼怪之事皆為歹人所為。 |
| 表藝珍 | 張佳攬 | 閔才怡的奴婢兼唯一的朋友，後化為男子與金明鎮成為師徒關係，一同於「萬研堂」工作。 |
| 尹鐘碩 | 韓成溫 | 兵曹正郎，為左議政之子，品格好、學識高的「經國之才」，從小與李煥為好友，長大後成為閔才怡的未婚夫。後於閔才怡背負殺害家人嫌疑時仍堅信閔才怡並非真正兇手，不斷想找到未曾謀面的未婚妻。於碧川案結案後，擔任碧川的郡守。 |
| 李太善 | 金明鎮 | 為領議政的小兒子，夢想成為朝鮮第一驗屍官的貴族。於坊間創創立「萬研堂」，專門提供驗屍之場所，時常無償協助居民解決家中疑難雜症，暗地裡協助世子查案。                                                                   |

### 李煥周边人物
| 演員   | 角色           | 介紹 |
| 許元書 | 崔太江／崔太山 | 崔太江為李煥的護衛武士，隸屬世子翊衛司，總是像影子一樣跟在李煥身邊。曾是街頭浪蕩子，10年前李煥還是大君的時候，與太江初次見面便看出他充滿正義感的性情，並幫助他參加武科應試。有一個孿生哥哥崔太山，於10年前碧川案崔太江以為哥哥崔太山已被殺死。 |
| 崔大哲 | 蘇三久         | 正5品尙弧，東宮殿的長番內官。沈默寡言、忠誠，雖對突然出現的高順石並不滿意，但以世子之命為由，誠心誠意幫助高順石順利度過宮中生活。 |
| 吳熙俊 | 金內官         | 東宮殿內官，李煥挑剔性格的最大受害者。 |
| 朴元浩 | 車內官         | 東宮殿內官。 |

### 韓成溫周邊人物
| 演員   | 角色   | 介紹 |
| 趙成夏 | 韓中諺 | 左議政，韓成溫的父親。從建立朝鮮的根基時期開始，一直走萬古忠臣之路的榮山韓氏首領。雖年過半百，但擁有可以獨自面對三四名年輕武士的氣魄。對王衷心、不畏懼諫言，以忠誠正直的性情贏得萬人的敬畏。 |
| 金泰鄉 | 尹承範 | 兵曹軍官，韓成溫忠誠的心腹，韓家忠直的管家，直言不諱。 |
| 李美恩 |        | 韓成溫的母親。 |

### 金明鎮周邊人物
| 演員   | 角色     | 介紹 |
| 孫炳昊 | 金安直   | 領議政，金明鎮的父親，家中共有三子。為人耿直、學識淵博，在血雨腥風的宮中堅定地站在世子一邊，是李煥的幫手。 |
| 金基斗 | 萬德     | 集市上餐館的老闆，本名為「洪基勇」，後化名為「萬德」，以寬厚人心聞名，為人親切、和藹、有人情味。實為10年前從碧川逃出來的居民，隱姓埋名於坊間生活，餐館夫婦原先育有一女「五月」，但其女於10年前在碧川案逃亡中被殺死。為碧川村莊中唯一識字者。                                                                             |
| 李敏芝 | 福順     | 集市上餐館的老闆娘，以寬厚人心聞名，為人親切、和藹、有人情味。實為10年前從碧川逃出來的居民，隱姓埋名於坊間生活，餐館夫婦原先育有一女「五月」，但其女於10年前在碧川案逃亡中被殺死。 |
| 朴孝俊 | 三七     | 「萬研堂」的戶主，將「萬研堂」的屋子租借給金明鎮。因金明鎮常在屋內做奇怪實驗引發小型爆炸，時常欲要回屋子，但又會因金明鎮給予更多賠償而作罷。 |
| 鄭仁謙 | 無真法師 | 流浪僧侶、金明鎮的師傅，實為碧川逃亡人之一。會以焚燒牡丹花之花瓣擾亂人的記憶，並會施迷魂術，即催眠術，可讓人被植入與事實不符的記憶。隨身攜帶葫蘆，葫蘆中養育一隻名為「無量血目」的彩魚，實為從碧川帶出來的、傳說中已存活超過一千年的魚，傳聞此魚以人血為食，其產的魚卵不會孵化，但若為人食用，此人將精神錯亂、變得瘋癲。 |

### 宮中人物
| 演員   | 角色     | 介紹 |
| 李鐘赫 |          | 朝鮮國王，李煥的父親。性格敏感、火爆、反覆無常，生母是出身低賤的後宮，所以常被不是長子嫡孫的自卑感束縛。李煥成為世子後對其格外嚴格，認為自己作為父親能做的只有嚴厲地督促世子煥不能輕易倒下，可以堅強地生存下去。 |
| 洪洙賢 |          | 中殿⇨廢中殿 王的繼妃、右議政曹元寶的堂侄女。擁有被譽為國色的美貌，得到王的絕對寵愛，內命婦的現任主人。在曹元寶的宴會上侍奉王之後進入後宮，誕下明安大君。在李煥的母親王后薨逝後成為中殿，比起自己的兒子明安大君，她傾注更多心血在世子李煥和夏然公主身上。實為碧川出生的妓女，曾嫁予碧川鐵匠宋家。後於碧川案結案時自行喝下「無量血目」的彩魚魚卵，成為記憶錯亂的瘋癲之人，並被王罷黜逐出宮門成為平民，憑藉身體記憶自行徒步走回碧川。 |
| 鄭雄仁 | 曹元寶   | 右議政，繼妃的叔父。讓曹氏家門的女人世世代代進入內命婦來維持權力，成為外戚勢力的星州曹氏的首領。後被五馬分屍。 |
| 鄭多恩 | 夏然公主 | 王寵愛的女兒、李煥的親妹妹。對死去的母親和兄長義玄世子有著深切的想念，雖看起來是不懂事的少女，但心裡無比溫暖，處處照顧身邊的人。盲目地愛惜唯一的兄長李煥，一心一意呵護，只有聽到對李煥不忠誠的傳聞，就會飛快地跑去懲罰。喜歡左議政之子韓成溫。 |
| 林韓儐 | 明安大君 | 繼妃的親生兒子、李煥同父異母的弟弟。實為碧川鐵匠宋家之子。 |
| 尹芮熙 | 權尚宮   | 繼妃剛入宮時的本房內人，也是繼妃的親信。實為碧川居民。 |

### 其他人物
| 演員   | 角色   | 介紹                                                                               |
| 徐泰華 | 閔虎勝 | 開城府尹，閔才怡的父親。為李煥世子之老師，與左議政為好朋友。                       |
| 趙載龍 | 曹元吾 | 朝廷官員。                                                                         |
| 朴善宇 | 曹應允 | 朝廷官員。                                                                         |
| 林一圭 | 安日南 | 朝廷官員。                                                                         |
| 孫光業 |        | 朝廷官員。                                                                         |
| 金英春 | 張馳守 | 忠武衛別軍，張佳览的哥哥。                                                         |
| 李採京 |        | 星宿廳國巫。後遭催眠擾亂王室、散佈王室將滅之謠言，變成一夜白髮人，被中介蝮蛇咬死。 |

### 特別出演
| 演員   | 角色     | 介紹 |
| 金宇錫 | 沈英     | 傳聞中閔才怡的情人，幼時因無法償還死去父母的高利貸而差點被賣為奴隸時，被閔才怡救出，從此視閔才怡為自己的救命恩人，像親弟弟一樣跟在閔才怡身邊。因不知名原因借閔才怡之手毒殺開城府尹全家，並謊稱自己為閔才怡的秘密情人，後也因被催眠變成一夜白髮人，上吊自殺而死。 |
| 李河汩 | 義玄世子 | 與世子李煥為同父同母之長兄，後因吃下明安大君送來之桃子而死。 |

## 原聲帶
- Part.1（發行日期：2023年2月14日）

| 曲序 | 曲目                   | 演唱   | 时长 |
| ---- | ---------------------- | ------ | ---- |
| 1.   | 我的這顆心（이 내 맘） | CHEEZE | 3:50 |
| 2.   | 我的這顆心（inst）     |        | 3:50 |

- Part.2（發行日期：2023年2月28日）

| 曲序 | 曲目       | 演唱 | 时长 |
| ---- | ---------- | ---- | ---- |
| 1.   | 風（바람） | 鍾浩 | 4:23 |
| 2.   | 風（inst） |      | 4:23 |

- Part.3（發行日期：2023年3月21日）

| 曲序 | 曲目                 | 演唱       | 时长 |
| ---- | -------------------- | ---------- | ---- |
| 1.   | 長得像吧（닮아있죠） | Janet Suhh | 2:56 |
| 2.   | 長得像吧（inst）     |            | 2:56 |

- Part.4（發行日期：2023年3月28日）

| 曲序 | 曲目               | 演唱   | 时长 |
| ---- | ------------------ | ------ | ---- |
| 1.   | 希望如此（바래요） | JAEMAN | 4:29 |
| 2.   | 希望如此（inst）   |        | 4:29 |

- Part.5（發行日期：2023年4月11日）

| 曲序 | 曲目           | 演唱   | 时长 |
| ---- | -------------- | ------ | ---- |
| 1.   | 花蕾（몽우리） | 朴炯植 | 3:55 |
| 2.   | 花蕾（inst）   |        | 3:55 |

## 收視率
| 季數 | 季數 | 每季集數 | 每季集數 | 每季集數 | 每季集數 | 每季集數 | 每季集數 | 每季集數 | 每季集數 | 每季集數 | 每季集數 | 每季集數 | 每季集數 | 每季集數 | 每季集數 | 每季集數 | 每季集數 | 每季集數 | 每季集數 | 每季集數 | 每季集數 |
| 季數 | 季數 | 1        | 2        | 3        | 4        | 5        | 6        | 7        | 8        | 9        | 10       | 11       | 12       | 13       | 14       | 15       | 16       | 17       | 18       | 19       | 20       |
| ---- | ---- | -------- | -------- | -------- | -------- | -------- | -------- | -------- | -------- | -------- | -------- | -------- | -------- | -------- | -------- | -------- | -------- | -------- | -------- | -------- | -------- |
|      | 1    | 852      | 797      | 786      | 755      | 769      | 701      | 694      | 722      | 640      | 697      | 791      | 806      | 787      | 787      | 812      | 693      | 785      | 741      | 743      | 1015     |

| 集數       | 播出日期   | 尼爾森收視率     | 尼爾森收視率   |
| 集數       | 播出日期   | 大韓民國（全國） | 首爾（首都圈） |
| ---------- | ---------- | ---------------- | -------------- |
| 1          | 2023/02/06 | 4.219%           | 5.012%         |
| 2          | 2023/02/07 | 3.572%           | 4.295%         |
| 3          | 2023/02/13 | 3.717%           | 4.454%         |
| 4          | 2023/02/14 | 3.619%           | 4.237%         |
| 5          | 2023/02/20 | 3.556%           | 4.183%         |
| 6          | 2023/02/21 | 3.374%           | 3.696%         |
| 7          | 2023/02/27 | 3.356%           | 4.021%         |
| 8          | 2023/02/28 | 3.607%           | 4.385%         |
| 9          | 2023/03/06 | 3.287%           | 3.711%         |
| 10         | 2023/03/07 | 3.413%           | 3.754%         |
| 11         | 2023/03/13 | 3.598%           | 4.007%         |
| 12         | 2023/03/14 | 3.651%           | 4.144%         |
| 13         | 2023/03/20 | 3.789%           | 4.351%         |
| 14         | 2023/03/21 | 3.825%           | 4.332%         |
| 15         | 2023/03/27 | 3.785%           | 4.201%         |
| 16         | 2023/03/28 | 3.242%           | 3.436%         |
| 17         | 2023/04/03 | 3.869%           | 4.286%         |
| 18         | 2023/04/04 | 3.830%           | 4.628%         |
| 19         | 2023/04/10 | 3.740%           | 4.016%         |
| 20         | 2023/04/11 | 4.877%           | 5.596%         |
| 平均收視率 | 平均收視率 | 3.696%           | 4.237%         |

- 收視最低的集數以藍色表示，收視最高的集數以紅色表示，而空格則表示該集的收視沒有相關數據。

## 同時段競爭作品
- KBS2月火連續劇：《頭腦共助》、《綠洲》
- SBS月火連續劇：《Trolley：命運交叉點》、《花書生熱愛史》
- ENA月火連續劇：《紙之月》

## 外部連結
- 韓國tvN官方網站
- Daum上《青春月譚》的資料

| tvN 月火劇                                             | tvN 月火劇                               | tvN 月火劇 |
| ------------------------------------------------------ | ---------------------------------------- | ---------- |
|                                                        | 青春月譚 （2023年2月6日－2023年4月11日） |            |
| Missing：他們存在過2 （2022年12月19日－2023年1月31日） | Family （2023年4月17日－2023年5月23日）  |            |

| 臺灣 愛爾達影劇台 星期一至五 22:00 - 23:30 | 臺灣 愛爾達影劇台 星期一至五 22:00 - 23:30         | 臺灣 愛爾達影劇台 星期一至五 22:00 - 23:30 |
| ------------------------------------------ | -------------------------------------------------- | ------------------------------------------ |
|                                            | 青春月譚 （2024年7月4日—2024年7月31日）            |                                            |
| 有利的詐欺 （2024年6月12日—2024年7月3日）  | 鬼怪—孤單又燦爛的神 （2024年8月1日—2024年8月22日） |                                            |